# Givrycourt

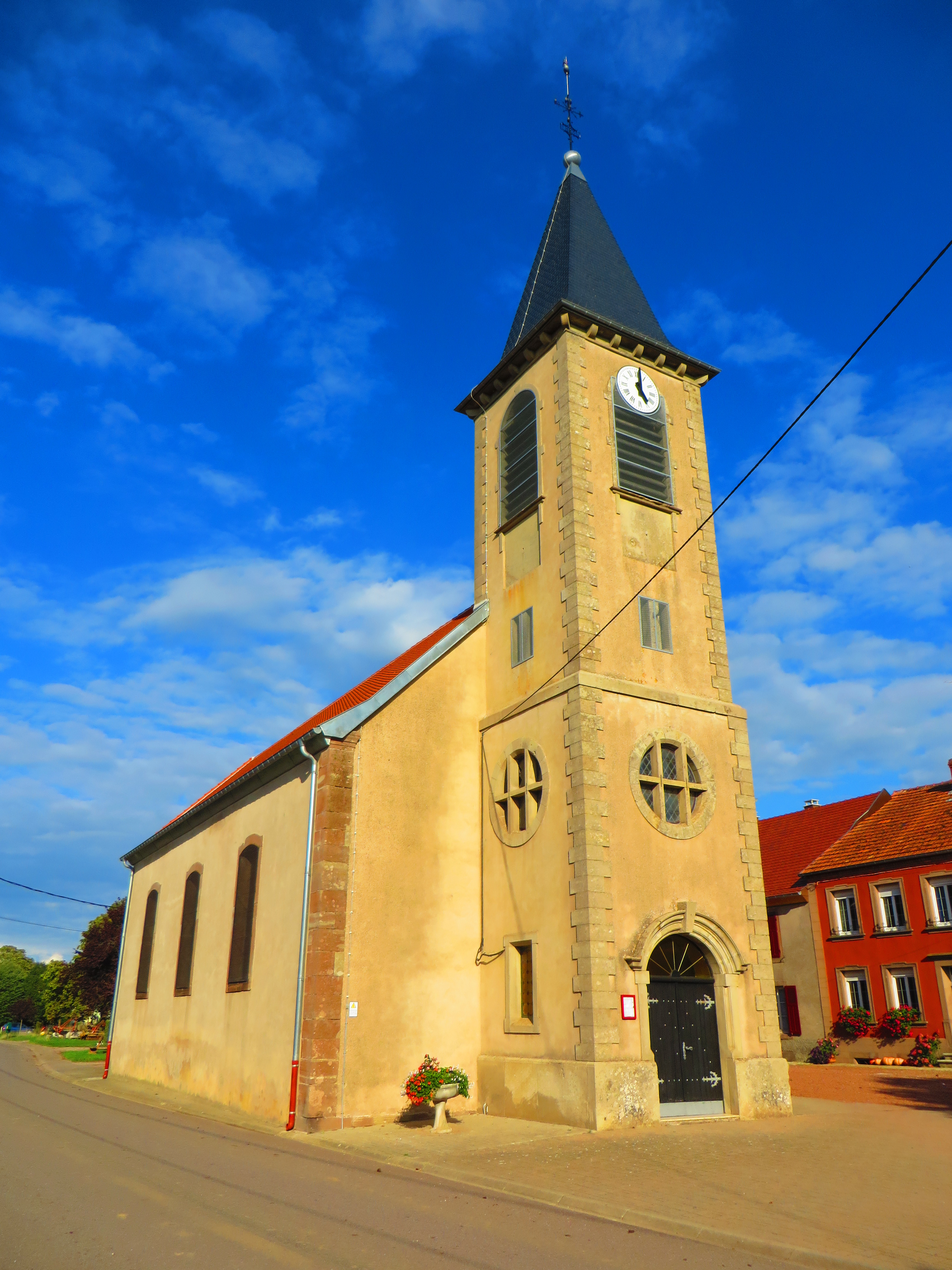
Kirche Mariä Himmelfahrt

Givrycourt ist eine französische Gemeinde mit 92 Einwohnern (Stand 1. Januar 2022) im Département Moselle in der Region Grand Est (bis 2015 Lothringen). Sie gehört zum Arrondissement Sarrebourg-Château-Salins.

## Geographie
Die Gemeinde Givrycourt liegt in Lothringen, 65 Kilometer südöstlich von  Metz, 41 Kilometer nordöstlich von Château-Salins und fünf Kilometer östlich von Albestroff (Albesdorf), am Rosenbach, in unmittelbarer Nachbarschaft zur Gemeinde Munster (Münster). Das Gemeindegebiet ist Teil des Regionalen Naturparks Lothringen. 

## Geschichte
Die Entstehung der Ortschaft 1509 und der Ortsname gehen auf Kardinal de Givry, Bischof von Langres, zurück. Das Dorf hieß bis ins 18. Jahrhundert Hampath oder  la Hampatte. Im 17. Jahrhundert wurde der Ort im Krieg wieder verödet, und 1790 war er nur ein Weiler.
Durch den Frankfurter Frieden vom 10. Mai 1871 kam die Region an das deutsche Reichsland Elsaß-Lothringen, und das Dorf wurde dem Kreis Château-Salins im Bezirk Lothringen zugeordnet. Die Dorfbewohner betrieben Getreidebau.
Nach dem Ersten Weltkrieg musste die Region aufgrund der Bestimmungen des Versailler Vertrags 1919 an Frankreich abgetreten werden. Im Zweiten Weltkrieg war die Region von der deutschen Wehrmacht besetzt.
Der Ort trug 1915–1919 den deutschen Namen Hampat bzw. 1940–1944 den eingedeutschten Namen Gierenhofen.
Von 1973 bis 1998 war Givrycourt Teil der Gemeinde Albestroff.

### Bevölkerungsentwicklung
| Jahr      | 1962 | 1968 | 1975 | 1982 | 1990 | 1999 | 2007 | 2019 |
| Einwohner | 90   | 90   | 89   | 90   | 87   | 98   | 101  | 87   |

## Trivia
Ein altes lothringisches, auf Givrycourt bezogenes Sprichwort lautet: „Dö gehts um, wie um Hampath's Bache“.